# Lampris guttatus
Lampris guttatus (nombre común opah, cravo, pez sol, pez luna, pez real, luna real, isabelita) es una especie de pez lampriforme pelágico de aguas profundas correspondiente a la familia Lampridae.

## Etimología
El nombre del género Lampris proviene de la palabra griega lampros, que significa "brillante" o "claro", mientras que la designación de la especie en latín guttatus significa con manchas y hace referencias al cuerpo con manchas de este pez.

## Descripción

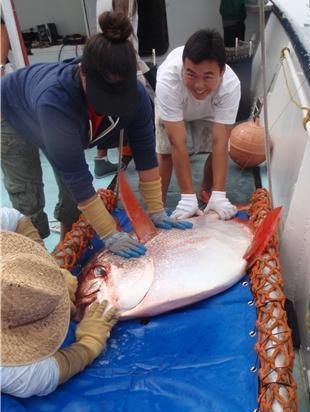
Investigadores examinan y liberan posteriormente un pez real capturado en las costas de California.

Mide en promedio 120 cm de longitud , aunque puede alcanzar hasta 200 cm. Pesa como máximo 270 kg. El cuerpo es un discoide de color azul acerado con tonos rosados en el vientre y manchas blancas en filas irregulares que cubren los flancos. La mandíbula y las aletas pares y media son de color anaranjado rojizo. Alrededor de sus grandes ojos presenta color dorado. Está recubierto de escamas cicloides con guanina iridiscente que se va desgastando.
Es el único pez homeotermo conocido, lo que le permite moverse más rápidamente en las aguas muy frías a mayores profundidades y facilita atrapar sus presas, principalmente calamares, eufrócidos y peces pequeños. Produce calor a través del aleteo constante de las aletas pectorales en forma de ala y minimiza la pérdida de calor a través de una serie de intercambiadores de calor en contracorriente dentro sus agallas. Este sistema de endotermia distribuye sangre calentada por todo el cuerpo, incluyendo la cabeza, la zona ocular y el corazón.

## Distribución y hábitat
Lampris guttatus habita en todos los océanos del mundo. Se lo encuentra desde Grand Banks hasta Argentina en el Atlántico Occidental; desde Noruega y Groenlandia hasta Senegal y al sur hasta Angola (también en el mar Mediterráneo) en el Atlántico Oriental; desde el Golfo de Alaska hasta el sur de California en el Océano Pacífico Oriental; en las aguas templadas del Océano Índico; y ocasionalmente en sectores del Océano Antártico.
Esta especie habita en las aguas tropicales a templadas de la mayoría de los océanos.